# Леуштяну, Элена
Элена Леуштяну (рум. Elena Leuşteanu, 4 июля 1935 — 16 августа 2008) — румынская гимнастка и легкоатлетка, призёр Олимпийских игр. Семикратная абсолютная чемпионка Румынии, девятикратная чемпионка Румынии в отдельных упражнениях, десятикратная победительница Открытого чемпионата Румынии (1958—1964). Мастер спорта Румынии, заслуженный мастер спорта Румынии (1966). В результате замужеств носила также фамилии Попеску (рум. Popescu) и Теодореску (рум. Teodorescu).
Родилась в 1935 году в Черновцах, входивших тогда в состав Румынии. Начала заниматься спортом (гандболом, лёгкой атлетикой, лыжами, гимнастикой) в Брашове под руководством профессора Думитру Попеску-Колибаши. В 1949 году стала чемпионкой республики среди юниоров в легкоатлетическом троеборье, в 1953 году входила в национальную сборную (личные рекорды в прыжках в длину — 5,45 м, в прыжках в высоту — 1,48 м), но в итоге сосредоточилась на гимнастике. С 1951 года в составе национальной сборной, с командой заняла 5-е место на III Всемирном фестивале молодёжи и студентов. В 1954 году приняла участие в чемпионате мира, и хотя и не завоевала медалей, но заняла 4-е место вместе с командой и была 5-й в личном зачёте. В 1956 году она в составе команды стала обладательницей бронзовой медали Олимпийских игр в Мельбурне, а в личном первенстве завоевала бронзовую медаль в вольных упражнениях. В 1957 году завоевала три серебряные медали чемпионата Европы. В 1958 году в составе команды стала обладательницей бронзовой медали чемпионата мира. В 1959 году завоевала две серебряные медали чемпионата Европы. В 1960 году на Олимпийских играх в Риме стала обладательницей бронзовой медали в составе команды. В 1961 году приняла участие в чемпионате Европы, но там заняла лишь 4-6-е места в отдельных дисциплинах. В 1964 году на Олимпийских играх в Токио разделила 6-е место с командой, а в индивидуальном зачёте была лишь 20-й.
Первая гимнастка, использовавшая в своих выступлениях «Румынскую рапсодию» Джордже Энеску.
В 1957 году окончила Институт физической культуры в Бухаресте по специальности преподавателя гимнастики и осталась работать ассистентом на кафедре гимнастики, в 1959 году перешла на кафедру физической культуры Института строительства в Бухаресте. Кавалер ордена Труда 3 степени (1956, 1960), командор ордена «За верную службу» (2000).